# Didactica magna
Didactica magna (título em latim) ou Didática Magna (título em português), também conhecido por Tratado da Arte Universal de Ensinar Tudo a Todos, é um livro de Comenius publicado em 1649.
Nas palavras de Comenius (tradução de Joaquim Ferreira Gomes):
"Nós ousamos prometer uma Didática Magna, isto é, um método universal de ensinar tudo a todos. E de ensinar com tal certeza, que seja impossível não conseguir bons resultados. E de ensinar rapidamente, ou seja, sem nenhum enfado e sem nenhum aborrecimento para os alunos e para os professores, mas antes com sumo prazer para uns e para outros. E de ensinar solidamente, não superficialmente e apenas com palavras, mas encaminhando os alunos para uma verdadeira instrução, para os bons costumes e para a piedade sincera." 